# Leapmotor T03
La Leapmotor T03 (chinois: 零 跑 T03) est une petite citadine électrique lancée en 2020 par le constructeur automobile chinois Leapmotor.

## Présentation

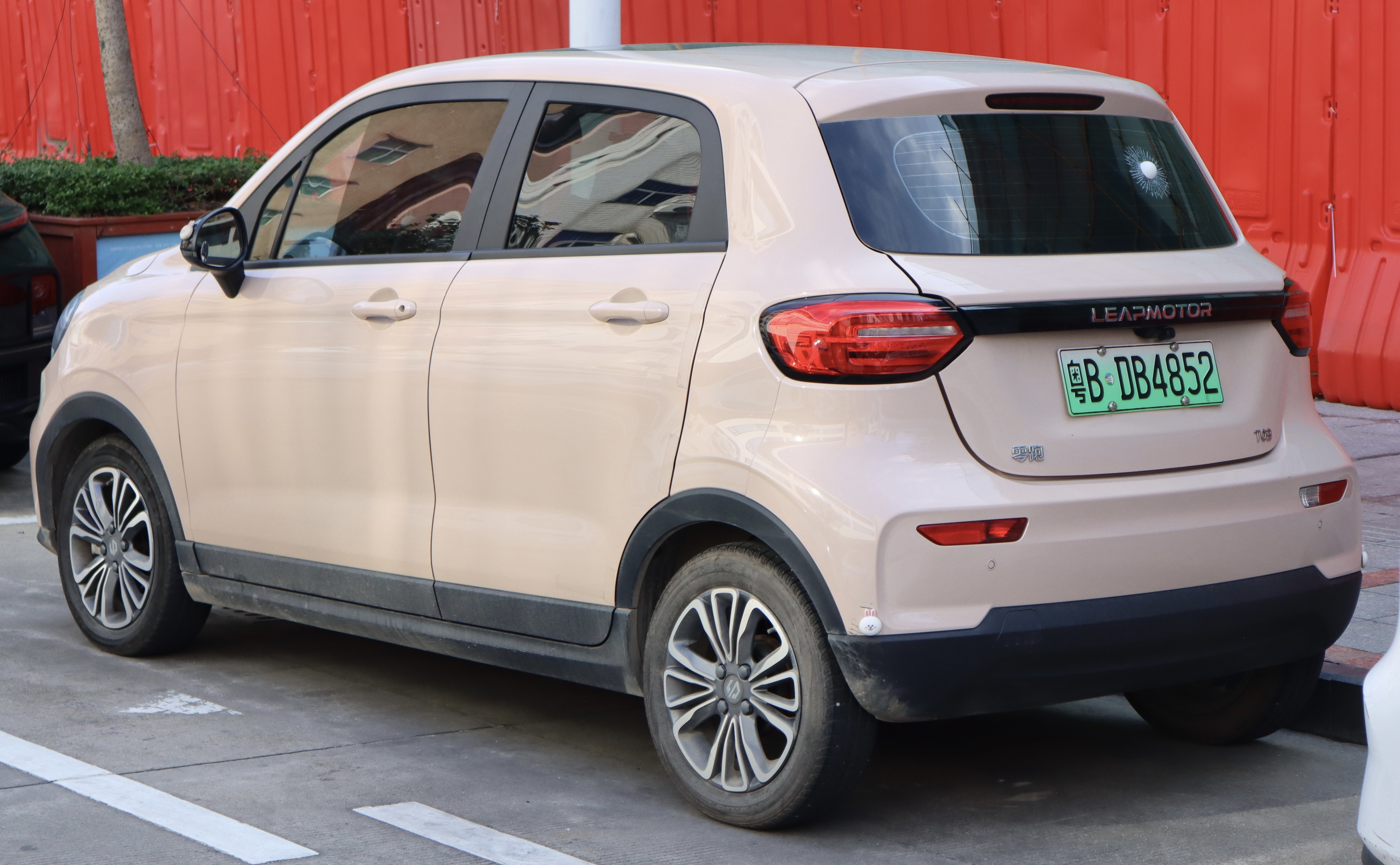
Arrière

La Leapmotor T03 est la deuxième automobile lancée par la marque, après le coupé Leapmotor S01.
La petite citadine T03 est lancée en Chine le 11 mai 2020 avec un prix de base compris entre 65 800 et 75 800 yuans.
Dès juin 2024 le modèle est aussi fabriqué à l'usine Stellantis de Tychy en Pologne à la suite des accords de coopération entre Stellantis et Leapmotor. La fabrication y cesse en avril 2025 . Stellantis possède 51 % du constructeur.
Le modèle est commercialisé en France à partir d'octobre 2024.
Le pongiste Félix Lebrun en est l'ambassadeur en France.

## Caractéristiques techniques
La T03 est alimentée par une batterie haute performance au lithium d'une capacité de 37,3 kWh avec une densité de  171 Wh/kg et offre une autonomie maximale de  403 km en une seule charge. La T03 prend également en charge la charge rapide et une charge à 80 % peut être effectuée en 36 minutes avec la batterie avec une garantie de 8 ans ou 150 000 km. La puissance de la T03 provient d'un moteur de  55 kW pour un couple maximal de  155 N m.
Elle est dotée d'une capacité de véhicule autonome de niveau 2 et est équipée de trois caméras externes et de douze radars (d'un millimètre d'épaisseur et 11 unités à ultrasons). Les caractéristiques intérieures de la T03 comprennent une console d'instruments TFT de 20 cm et un écran tactile de 26 cm.

## Finitions
La T03 est proposée en trois variantes : 
- 400 Standard Edition ;
- 400 Comfort Edition ;
- 400 Deluxe Edition.